# أرماند بيير كوسان دي برسفال
أرماند بيير كوسان دي برسفال (بالفرنسية: Armand-Pierre Caussin de Perceval)‏ (1209 - 1287 هـ / 1795 - 1871 م) هو مستشرق فرنسي. وهو ابن المستشرق جان جاك أنطوان كوسان دي برسفال.

## آثاره
- نحو اللغة العربية العامية.
- «موجز تاريخي للحرب بين الأتراك والروس من سنة 1769 حتى 1774» مترجم عن التركية (باريس، 1822).
- «تعليقة على الشعراء العرب الثلاثة: الأخطل، الفرزدق، جرير» (باريس، 1834).
- «موجز تاريخ القضاء على الانكشارية»، مترجم عن التركية (باريس، 1933).
- «بحث في تاريخ العرب قبل الإسلام» وفي عصر (النبي) محمد، إلخ» ويقع في ثلاثة مجلدات (باريس، 1847).
- «أخبار وحكايات عن الموسيقيين العرب الرئيسيين في القرون الثلاثة الأولى للإٍسلام» (باريس، 1874).

## الهامش
1. ↑  Armand Pierre Caussin de Perceval